# Équipe de Namibie de rugby à XV des moins de 20 ans
L'équipe de Namibie des moins de 20 ans est constituée par une sélection des meilleurs joueurs namibiens de rugby à XV de moins de 20 ans, sous l'égide de la fédération namibienne de rugby à XV.

## Histoire
L’équipe de Namibie des moins de 20 ans est créée en 2008, remplaçant les équipes de Namibie des moins de 21 ans et des moins de 19 ans à la suite de la décision de l'IRB en 2007 de restructurer les compétitions internationales junior. Elle participe ainsi, selon son classement, au Trophée mondial des moins de 20 ans.
L'équipe est surnommée les Young Welwitschias, par analogie avec l'équipe nationale senior.
Afin d'être représentée parmi les équipes disputant le Trophée mondial des moins de 20 ans, antichambre du championnat junior, la Namibie doit se qualifier la saison précédente par l'intermédiaire d'un tournoi continental africain. Ainsi, la sélection des moins de 19 ans joue chaque année la Coupe d'Afrique (es) afin de permettre à l'équipe des moins de 20 ans d'être qualifiée la saison suivante pour le Trophée mondial. Après avoir participé aux deux premières éditions du Trophée mondial de 2008 et 2009, les jeunes Namibiens remportent à cinq reprises consécutives le tournoi qualificatif africain, et disputent ainsi le Trophée mondial sans discontinuité de 2013 à 2017.
Lors de l'édition 2016 (en) du Trophée mondial, les Namibiens se hissent en phase finale jusqu'au match de classement pour la 3e place. Battus par les Fidjiens, ils terminent la compétition à la 4e place, et réalisent ainsi leur meilleure performance jusqu'alors. Ils réitèrent leur performance en 2017 (en).
À partir de la saison 2018, le processus de qualification est légèrement remanié : le Trophée Barthés, créé un an plus tôt, remplace la Coupe d'Afrique des moins de 19 ans. Cette nouvelle compétition est dorénavant disputée par les sélections africaines de moins de 20 ans, et le vainqueur représente l'Afrique au Trophée mondial disputé quelques mois plus tard,. Dès la première édition de la nouvelle formule de qualification, les jeunes Namibiens assurent leur place pour le Trophée mondial 2018, à l'issue duquel ils finiront à nouveau à la 4e place.
En 2019, la Namibie manque la qualification pour le Trophée mondial pour la première fois depuis de longues années, concédant la place de représentant africain au Kenya.

## Palmarès
- Trophée Barthés :
  - Vainqueur : 2017 (es)[13], 2018 (es)[14].